# Джърни
„Джърни“ (на английски: Journey) е рок група, създадена в Сан Франсиско, САЩ през 1972 г.
През състава минават 13 музиканти, като ядрото се състои от Нийл Шон, Грег Роули (свирили при Карлос Сантана) и Стив Пери. Последният носи на „Джърни“ популярност по силата на своя отличителен вокален стил.

## История
Най-успешните албуми са „Escape“ (1981) и „Frontiers“ (1983), който стига до второ място в класацията за поп албуми на Billboard, след „Трилър“ на Майкъл Джексън.
„Джърни“ се разделят през 1986 след албума „Raised on Radio“, като всеки от музикантите започва самостоятелна кариера.